# Elena Brugger
Elena Heike Brugger (* 11. August 1997) ist eine deutsche Ringerin. Sie gewann Bronzemedaillen bei den Ringer-Europameisterschaften 2022 in der Gewichtsklasse bis 59 kg Körpergewicht sowie bei den Europameisterschaften 2023 in der 57-kg-Klasse.

## Werdegang
Elena Brugger begann im Alter von 5 Jahren beim TuS Adelhausen mit dem Ringen. Seit 2014 ist sie in der deutschen Nationalmannschaft und trat bei vielen internationalen Turnieren im Jugendbereich an, wo sie einige Erfolge verbuchen konnte.
Ihren ersten großen, internationalen Erfolg im Seniorenbereich feierte Brugger 2018 beim Gewinn der Studentenmeisterschaft in Brasilien, bei der sie in der Gewichtsklasse bis 55 kg antrat. Etwas früher in dem Jahr rang sie bei den Senioren-Europameisterschaften und wurde 7. in ihrer Gewichtsklasse.
2019 nahm Elena Brugger erstmals an den Senioren-Weltmeisterschaften teil. In der Klasse bis 57 kg verlor sie ihren Auftaktkampf und belegte lediglich Rang 24. An weiteren Turnieren, über die sie sich für die Olympischen Spiele in Tokio hätte qualifizieren können, konnte sie aufgrund von Verletzungen und einer Corona-Infektion nicht teilnehmen.
Brugger verlor auch bei der Ringer-WM 2021 in Oslo den Auftaktkampf und schied aus.
Bei den Ringer-Europameisterschaften 2022 in Budapest nahm Brugger in der Klasse bis 59 kg teil und konnte nach Siegen über die Türkin Elif Yanık und Aljona Kolesnik aus Aserbaidschan die Bronzemedaille gewinnen. Bei der im September desselben Jahres in Belgrad ausgetragenen Weltmeisterschaft schied sie in der Qualifikationsrunde der 59-kg-Klasse gegen die Chinesin Zhang Qi aus. 2023 konnte sie ihren Bronze-Erfolg bei der Europameisterschaft in Zagreb in der 57-kg-Klasse wiederholen.
Brugger hat ein Bachelor-Studium in Psychologie abgeschlossen und studiert seit 2020 im Masterstudiengang Wirtschaftspsychologie. 2021 wurde sie in die Sportfördergruppe der Bundeswehr aufgenommen.

## Erfolge
- Europameisterschaften: Bronze 2022 (Klasse bis 59 kg), Bronze 2023 (Klasse bis 57 kg)
- Studenten-Weltmeisterschaften: Gold 2018 (Klasse bis 55 kg)
- U23-WM: Bronze 2018
- U23-EM: Silber 2018
- Junioren-WM: Bronze 2016
- Junioren-EM: Gold 2016, Bronze 2017
- Kadetten-WM: Bronze 2014
- Deutsche Meisterin: 2010, 2014, 2015, 2016, 2017, 2019, 2022
- Ringerin des Jahres 2018